# Ziestsee
Der Ziestsee liegt östlich der Dahme (Bindowerfliess) in der brandenburgischen Gemeinde Heidesee. Der größere nördliche Teil gehört zu Bindow-Süd, während der kleinere südliche Teil zu Dolgenbrodt gehört. Er gehört zum Dahme-Seengebiet etwa 30 km südöstlich von Berlin. Der Ziestsee ist etwa 1 Kilometer lang sowie 500 Meter breit und bedeckt damit eine Fläche von 0,5 Quadratkilometern. Die maximale Tiefe liegt bei 9,3 Metern, die mittlere Tiefe bei 4,3 Metern. Der Name leitet sich vom slawischen *čist- „sauber, rein“ ab.

## Umgebung
Die Oberflächenformen der Landschaft wurden geschaffen von Gletschern und Schmelzwasser nach der letzten Eiszeit. Dabei entstand auch der Ziestsee, ein flaches, von Kiefernwäldern umgebenes Gewässer.
Er wird nur durch eine Unterwasserquelle gespeist und ein kleiner Bach sorgt für eine Verbindung und Abfluss zur wenige 100 m entfernt vorbeifließenden Dahme.
In dem dichten Schilfgürtel, der den See fast ganz umschließt, ist eine reiche Vogelfauna anzutreffen. Dort leben außer verschiedenen Enten- und Rallenarten auch Reiher, Haubentaucher und Rohrdommel. Die Uferzone ist auch Lebensraum einiger Amphibienarten und Reptilien, z. B. der Ringelnatter.

## Fischerei und heutige Nutzung
Zu DDR-Zeiten war der Ziestsee ein Intensivgewässer, wo privates Angeln verboten war. Unter staatlicher Lenkung wurde durch intensive Fischereiwirtschaft versucht, Engpässe bei der Versorgung der Bevölkerung mit frischem Fisch zu beheben.
Heute dient der See nur noch der Ruhe und Erholung von Badegästen und Bewohnern der Ferien- und Wohnhäuser am Ufer. Die Badewasserqualität wurde in den letzten Jahren durchgehend als ausgezeichnet bewertet. Das Befahren des Ziestsees mit motorisierten Booten ist nicht erlaubt.